# Alternatív tabella
Az alternatív tabella a labdarúgó bajnokságokhoz készített olyan sorrend, ami nem a megszokott mechanikus módon (amikor a győzelem 3 , a döntetlen 1 pontot ér) számolja a csapatok sorrendjét, hanem megpróbálja figyelembe venni azt, hogy egy adott csapat éppen melyik másik adott csapattal szemben érte el az adott eredményt. Megalapozottnak érezhetjük az alternatív tabellák iránti igényt, ha például arra gondolunk, hogy klasszikus tabella esetén ugyanúgy 9 pontot ér, ha egy csapat a három legerősebbnek tartott csapatot győzi le, mintha a három leggyengébbnek tartott csapatot győzné le.

## Az alternatív tabellák fajtái
Az alternatív tabellák építésének számos útja elképzelhető. Az első alternatív tabella készítésére a Google PageRank algoritmusát használjuk fel. Az első alternatív tabella szerinti sorrendet így értelmezzük: az foglal el rajta előkelőbb helyet, aki előkelőbb helyen lévő csapatoktól szerez pontot.
A magyar labdarúgó-bajnokság elmúlt 5 évéhez készített első alternatív tabellák megtalálhatóak a Alternatív tabellák, avagy melyik a jobb csapat az NB1-ben? – az utolsó 5 teljes év (idény, 2005/2006-2009/2010) vizsgálata lapon, illetve ugyanezen a blogon megtalálható a legtöbb európai bajnoksághoz készített ilyen tabella.

### A 2012-2013 Magyar labdarúgó-bajnokság (OTP Bank Liga) első alternatív tabellája
A 2012-2013 Magyar labdarúgó-bajnokság első alternatív tabellája az első 27 forduló után.
| 2012/2013 NB1.    | Pontszám | Alternatív tabella I. | Rangszám |
| ----------------- | -------- | --------------------- | -------- |
| Győri ETO         | 58       | Győri ETO             | 0.0841   |
| Videoton          | 48       | Haladás               | 0.0739   |
| MTK Budapest      | 48       | Paksi FC              | 0.0720   |
| Budapest Honvéd   | 45       | Ferencváros           | 0.0704   |
| Debreceni VSC     | 43       | MTK Budapest          | 0.0697   |
| Ferencváros       | 42       | Budapest Honvéd       | 0.0696   |
| Kecskeméti TE     | 41       | Videoton              | 0.0694   |
| Haladás           | 37       | Kecskeméti TE         | 0.0667   |
| Újpest            | 35       | Diósgyőr              | 0.0664   |
| Paksi FC          | 35       | Debreceni VSC         | 0.0633   |
| Diósgyőr          | 34       | Újpest                | 0.0580   |
| Kaposvári Rákóczi | 33       | Pécsi MFC             | 0.0556   |
| Pécsi MFC         | 31       | Lombard Pápa          | 0.0554   |
| Lombard Pápa      | 27       | Kaposvári Rákóczi     | 0.0545   |
| BFC Siófok        | 19       | BFC Siófok            | 0.0353   |
| Egri FC           | 15       | Egri FC               | 0.0347   |

Frissítve: 2013.05.15.

### A 2011-2012 Magyar labdarúgó-bajnokság (OTP Bank Liga) első alternatív tabellája
A 2011-2012 Magyar labdarúgó-bajnokság első alternatív tabellája az idény vége után.
| 2011/2012 NB1.    | Pontszám | Alternatív tabella I. | Rangszám |
| ----------------- | -------- | --------------------- | -------- |
| Debreceni VSC     | 74       | Debreceni VSC         | 0.0985   |
| Videoton          | 66       | Kaposvári Rákóczi     | 0.0753   |
| Győri ETO         | 63       | BFC Siófok            | 0.0716   |
| Budapest Honvéd   | 46       | Budapest Honvéd       | 0.0700   |
| Paksi FC          | 45       | Videoton              | 0.0695   |
| Kecskeméti TE     | 45       | Győri ETO             | 0.0681   |
| Diósgyőr          | 43       | Paksi FC              | 0.0678   |
| Haladás           | 38       | Haladás               | 0.0646   |
| BFC Siófok        | 36       | Pécsi MFC             | 0.0631   |
| Kaposvári Rákóczi | 35       | Kecskeméti TE         | 0.0616   |
| Ferencváros       | 34       | Vasas                 | 0.0537   |
| Pécsi MFC         | 34       | Lombard Pápa          | 0.0519   |
| Újpest            | 32       | Diósgyőr              | 0.0502   |
| Lombard Pápa      | 30       | Ferencváros           | 0.0502   |
| Vasas             | 24       | Újpest                | 0.0478   |
| Zalaegerszegi TE  | 13       | Zalaegerszegi TE      | 0.0360   |

Frissítve: 2012.06.09.

### A 2010-2011 Magyar labdarúgó-bajnokság (Monicomp Liga) első alternatív tabellája
A 2010-2011 Magyar labdarúgó-bajnokság első alternatív tabellája az őszi idény vége után.
| 2010/2011 NB1.       | Pontszám | Alternatív tabella I. | Rangszám |
| -------------------- | -------- | --------------------- | -------- |
| Videoton             | 61       | Videoton              | 0.0791   |
| Paks                 | 56       | Debreceni VSC         | 0.0759   |
| Ferencváros          | 50       | Győri ETO             | 0.0715   |
| Zalaegerszegi TE     | 48       | Paksi FC              | 0.0714   |
| Debreceni VSC        | 46       | Budapest Honvéd       | 0.0690   |
| Újpest               | 45       | Zalaegerszegi TE      | 0.0665   |
| Kaposvári Rákóczi    | 43       | Újpest                | 0.0653   |
| Szombathelyi Haladás | 41       | Ferencváros           | 0.0653   |
| Győri ETO            | 41       | Szombathelyi Haladás  | 0.0635   |
| Budapest Honvéd      | 40       | BFC Siófok            | 0.0632   |
| Vasas                | 40       | Vasas                 | 0.0606   |
| Kecskeméti TE        | 36       | Kaposvári Rákóczi     | 0.0565   |
| Lombard Pápa         | 35       | Kecskeméti TE         | 0.0511   |
| BFC Siófok           | 34       | Lombard Pápa          | 0.0496   |
| MTK Budapest         | 30       | MTK Budapest          | 0.0486   |
| Szolnoki MÁV         | 21       | Szolnoki MÁV FC       | 0.0420   |

Frissítve: 2011.05.23. (a bajnokság után). Észrevehetjük, hogy az (első) alternatív tabella ugyanazokat a csapatokat mérte a kieső helyre, mint a klasszikus tabella.

### A 2012-2013 Spanyol labdarúgó-bajnokság (Liga BBVA) első alternatív tabellája
A 2012-2013 Spanyol labdarúgó-bajnokság első alternatív tabellája az első 27 forduló után.
| 2012/2013 LaLiga | Pontszám | Alternatív tabella I. | Rangszám |
| ---------------- | -------- | --------------------- | -------- |
| FC Barcelona     | 71       | Real Madrid           | 0.0863   |
| Real Madrid      | 58       | FC Barcelona          | 0.0737   |
| Atletico Madrid  | 57       | Real Sociedad         | 0.0666   |
| Malaga           | 44       | Valencia              | 0.0633   |
| Real Sociedad    | 44       | Malaga                | 0.0576   |
| Betis Sevilla    | 43       | Atletico Madrid       | 0.0564   |
| Valencia         | 42       | Betis Sevilla         | 0.0532   |
| Rayo Vallecano   | 41       | Espanyol              | 0.0487   |
| Getafe           | 39       | Levante               | 0.0482   |
| Levante          | 36       | Getafe                | 0.0468   |
| FC Sevilla       | 35       | Valladolid            | 0.0468   |
| Valladolid       | 35       | Osasuna               | 0.0450   |
| Espanyol         | 32       | FC Sevilla            | 0.0443   |
| Athletic Bilbao  | 32       | Rayo Vallecano        | 0.0442   |
| Osasuna          | 28       | Athletic Bilbao       | 0.0411   |
| Granada          | 27       | Granada               | 0.0405   |
| Zaragoza         | 26       | Mallorca              | 0.0391   |
| Mallorca         | 24       | Deportivo             | 0.0336   |
| Celta Vigo       | 23       | Zaragoza              | 0.0333   |
| Deportivo        | 17       | Celta Vigo            | 0.0313   |

Frissítve: 2013.03.15.

### A 2011-2012 Spanyol labdarúgó-bajnokság (Liga BBVA) első alternatív tabellája
A 2011-2012 Spanyol labdarúgó-bajnokság első alternatív tabellája az idény vége után.
| 2011/2012 LaLiga | Pontszám | Alternatív tabella I. | Rangszám |
| ---------------- | -------- | --------------------- | -------- |
| Real Madrid      | 100      | FC Barcelona          | 0.0728   |
| FC Barcelona     | 91       | Real Madrid           | 0.0705   |
| Valencia         | 61       | Valencia              | 0.0624   |
| Malaga           | 58       | Osasuna               | 0.0567   |
| Atletico Madrid  | 56       | Villarreal            | 0.0562   |
| Levante          | 55       | Malaga                | 0.0536   |
| Osasuna          | 54       | Levante               | 0.0520   |
| Mallorca         | 52       | FC Sevilla            | 0.0512   |
| FC Sevilla       | 50       | Athletic Bilbao       | 0.0512   |
| Athletic Bilbao  | 49       | Getafe                | 0.0495   |
| Betis Sevilla    | 47       | Real Sociedad         | 0.0492   |
| Real Sociedad    | 47       | Atletico Madrid       | 0.0484   |
| Getafe           | 47       | Betis Sevilla         | 0.0467   |
| Espanyol         | 46       | Racing                | 0.0464   |
| Rayo Vallecano   | 43       | Espanyol              | 0.0461   |
| Zaragoza         | 43       | Mallorca              | 0.0458   |
| Granada          | 42       | Zaragoza              | 0.0380   |
| Villarreal       | 41       | Granada               | 0.0360   |
| Sporting Gijon   | 37       | Rayo Vallecano        | 0.0338   |
| Racing           | 27       | Sporting Gijon        | 0.0335   |

Frissítve: 2012.05.15.

### A 2012-2013 Angol labdarúgó-bajnokság (Premier League) első alternatív tabellája
A 2012-2013 Angol labdarúgó-bajnokság első alternatív tabellája az első 26 forduló után.
| 2012/2013 PL    | Pontszám | Alternatív tabella I. | Rangszám |
| --------------- | -------- | --------------------- | -------- |
| Manchester Utd  | 65       | Everton               | 0.0676   |
| Manchester City | 53       | Tottenham             | 0.0659   |
| Chelsea         | 49       | Manchester Utd        | 0.0636   |
| Tottenham       | 48       | Manchester City       | 0.0634   |
| Arsenal         | 44       | Chelsea               | 0.0589   |
| Everton         | 42       | Swansea City          | 0.0573   |
| West Bromwich   | 37       | Norwich City          | 0.0568   |
| Swansea City    | 37       | Arsenal               | 0.0543   |
| Liverpool       | 36       | Liverpool             | 0.0541   |
| Stoke City      | 33       | Stoke City            | 0.0529   |
| West Ham Utd    | 30       | Southampton           | 0.0442   |
| Fulham          | 29       | QP Rangers            | 0.0438   |
| Norwich City    | 29       | West Bromwich         | 0.0425   |
| Sunderland      | 29       | Sunderland            | 0.0414   |
| Newcastle Utd   | 27       | Fulham                | 0.0413   |
| Southampton     | 27       | West Ham Utd          | 0.0409   |
| Aston Villa     | 24       | Aston Villa           | 0.0409   |
| Reading         | 23       | Newcastle Utd         | 0.0392   |
| Wigan Athletic  | 21       | Reading               | 0.0386   |
| QP Rangers      | 17       | Wigan Athletic        | 0.0324   |

Frissítve: 2013.02.19.

### A 2011-2012 Angol labdarúgó-bajnokság (Premier League) első alternatív tabellája
A 2011-2012 Angol labdarúgó-bajnokság első alternatív tabellája az idény vége után.
| 2011/2012 PL    | Pontszám | Alternatív tabella I. | Rangszám |
| --------------- | -------- | --------------------- | -------- |
| Manchester City | 89       | Manchester City       | 0.0702   |
| Manchester Utd  | 89       | Manchester Utd        | 0.0648   |
| Arsenal         | 70       | Chelsea               | 0.0607   |
| Tottenham       | 69       | Arsenal               | 0.0582   |
| Newcastle Utd   | 65       | Newcastle Utd         | 0.0572   |
| Chelsea         | 64       | Everton               | 0.0557   |
| Everton         | 56       | Liverpool             | 0.0555   |
| Liverpool       | 52       | Tottenham             | 0.0551   |
| Fulham          | 52       | Stoke City            | 0.0542   |
| Norwich City    | 47       | Sunderland            | 0.0520   |
| West Bromwich   | 47       | Fulham                | 0.0519   |
| Swansea City    | 47       | Swansea City          | 0.0490   |
| Stoke City      | 45       | Aston Villa           | 0.0459   |
| Sunderland      | 45       | Wigan Athletic        | 0.0456   |
| Wigan Athletic  | 43       | Norwich City          | 0.0449   |
| Aston Villa     | 38       | West Bromwich         | 0.0423   |
| QP Rangers      | 37       | QP Rangers            | 0.0378   |
| Bolton          | 36       | Blackburn             | 0.0353   |
| Blackburn       | 31       | Wolverhampton         | 0.0328   |
| Wolverhampton   | 25       | Bolton                | 0.0308   |

Frissítve: 2012.05.15.